# Сали Стрътърс
Сали Стрътърс (на английски: Sally Struthers) е американска актриса.

## Биография
Сали Ан Стрътърс е родена на 28 юли 1947 г. в Портланд, Орегон. Тя е втората от двете дъщери, родени от Маргарет Каролайн (по баща Джернс) и Робърт Алдън Стрътърс, хирург. Тя има по-голяма сестра Сю. Нейните баба и дядо по майчина линия са били норвежки имигранти.
Баща й изоставя семейството, когато Стрътърс е на около девет години, тя е отгледана от самотната си майка в квартал Конкордия в североизточен Портланд. Майка й издържа себе си и двете си дъщери, работейки в Bonneville Power Administration, страда от тежка депресия по време на детството на Стрътърс.

### Кариера
Сали Стрътърс партнира в „Пет леки пиеси“ (1970) на Джак Никълсън. Появява се като неуравновесена съпруга на ветеринарен лекар в Бягството (1972). 
По това време дебютира като Глория Стивик в ситкома „Всички в семейството“. Актрисата Кандис Азара изиграва ролята на Глория в пилотния епизод, но скоро е отхвърлена. След колебливо начало сериалът се превръща в хит още с летните си повторения, давайки възможност на десетки милиони зрители да видят „Глория“, защитаваща своите либерални възгледи за негативните стереотипи и неравенството. Стрътърс печели две награди Еми през 1972 и 1979 г. за работата си в шоуто.
През 1977 г. в създадения за телевизията филм „Интимни непознати“ Сали Стрътърс изобразява домакиня, която е била физически малтретирана от съпруга си (в ролята Денис Уивър), това е един от първите филми в мрежата, които описват домашно насилие.
През 2014 г. Стрътърс участва в продукцията по повод 50-ата годишнина на „Хелоу, Доли!“, играейки Доли Леви.

### Личен живот
Сали Стрътърс се омъжва за психиатъра Уилям С. Рейдър на 18 декември 1977 г. в Лос Анджелис. Имат една дъщеря – Саманта, двойката се развежда на 19 януари 1983 г.

## Избрана филмография
| Година | Филм           | Оригинално заглавие | Роля         | Режисьор     |
| ------ | -------------- | ------------------- | ------------ | ------------ |
| 1971   | Пет леки пиеси | Five Easy Pieces    | Шърли (Бети) | Боб Рафелсън |
| 1972   | Бягството      | The Getaway         | Фран Клинтън | Сам Пекинпа  |